# Saltriver
Saltriver (в превод от английски „Солена река“) е българска алтернативна рок група, създадена на 22 ноември 2005 г. в София. Към момента групата има официално издаден един албум съдържащ в себе си 4 сингъла и един видеоклип към песента Meaningless. Сред постиженията на бандата може да се изтъкне достигането им до първа позиция в топ 40 на британското Pulserated radio. Класацията се базира на слушателски вот, като Saltriver успяват да съберат 15 000 слушателски вота. Групата звучи в още няколко британски и европейски радиа. От българска страна песните на Saltriver звучат често в ефира на Z-rock и Дарик радио. Интервюта и ревюта за групата са осъществявани в Z-rock, Дарик радио, радио Пловдив, радио Варна, Тангра мега рок, списание Про-рок, списание Story, Нова телевизия, телевизия ММ, гръцкото Free Music Magazine и др.
През април 2008 г. излиза и първия сингъл към втория албум на групата „Next Bus To Heaven“. EP-то съдържа три нови песни – Next Bus To Heaven, Smith и Neverlanded. През 2010 г. групата напуска Смилен Славщенски, който става член на Подуене Блус Бенд, а малко по-късно се разделят и с Теодор Обретенов и Емерих Амбил. Групата е в състав Иван Гатев – вокал, китара; Петър Иванов – китара, Иво Иванов – бас; Моцарт – барабани. В този състав през 2011 г. групата създава EP-то „You and Alcohol“, а пилотното парче вече е част от класацията Рок 40 на радио Z-rock. През юли месец 2012 г. групата започва и записи на още една нова песен, след което групата възнамерява да се оттегли в 6-месечна почивка. Очаква се през лятото на 2013 г. да бъде готов и втория албум на групата, но все още не е ясно дали ще бъде съставен само от нови песни или ще бъде сбор от всички EP-та, създадени след албума „Tombstone Without A Name“. Причина за почивката, по думите на групата, е „сложната обстановка в България, която потиска развитието на всякакъв вид изкуство, което не обслужва силните на деня. Също така ще използваме тази почивка за укрепванве на финансовиото състояние на всеки един член, защото – както знаете – в България да твориш авторска музика, е просто хоби. Надяваме се догодина да се върнем с нови сили и да покажем на феновете ни, че чакането си е струвало.“
Всички песни на групата могат да бъдат прослушвани и изтеглени безплатно в официалния сайт на бандата(www.saltriverbg.com). Според членовете на бандата, в техни интервюта те казват: „Нямаме нищо против песните ни да се разпространяват в торент мрежата. Целта ни е тя да бъде чута от повече хора, а същите тези хора да идват на нашите живи участия“.

## Дискография
- Tombstone without a name (2008). Албумът се разпространява свободно от групата в торент мрежите.
- „Next Bus To Heaven“ (EP, 2008)
- „Anonymous“ (EP, 2009)
- „You And Alcohol“ (EP, 2011)